# Mahmudullah Riyad
Mahmudullah Riyad (Mymensingh, 4 de fevereiro de 1986) é um jogador profissional de críquete de Bangladesh. Ele é um exímio batedor destro e em ocasionalmente arremessador.
Mahmudullah, é um jogador First-class e List A, atualmente ele defende o Dhaka Divison.